# 山鹿市立川辺小学校
山鹿市立川辺小学校（やまがしりつ かわべしょうがっこう）は、熊本県山鹿市保多田にあった小学校。

## 沿革
- 1874年 - 鍋田小学校、西牧小学校創立。
- 1879年 - 鍋田小学校、鍋田支校、西牧校、西牧分校、坂田校が所在。
- 1912年 - 鍋田尋常小学校、西牧尋常小学校を合併し川辺尋常小学校設置。
- 1913年 - 川辺尋常高等小学校と改称。
- 1941年 - 鹿本郡川辺国民学校と改称。
- 1947年 - 川辺村立川辺小学校と改称。
- 1954年 - 山鹿市立川辺小学校と改称。
- 2013年 - 山鹿市立山鹿小学校に統合。